# Surrey—White Rock—South Langley
Pour les articles homonymes, voir Surrey, White Rock et Langley.
Surrey—White Rock—South Langley (initialement connue sous le nom de Surrey—White Rock) est une ancienne circonscription électorale fédérale de la Colombie-Britannique, représentée de 1988 à 1997.
La circonscription de Surrey—White Rock est créée en 1987 avec des parties de Fraser Valley-Ouest et de Surrey—White Rock—North Delta. En 1990, la circonscription devient Surrey—White Rock—South Langley. Abolie en 1996, elle est redistribuée parmi Surrey-Sud—White Rock—Langley.

## Géographie
En 1987, la circonscription de Surrey—White Rock comprenait:
- La ville de White Rock
- La ville de Surrey
- La portion sud du canton de Langley

## Député
1. 1988-1993 — Benno Friesen, PC
2. 1993-1997 — Val Meredith, PR

- PC = Parti progressiste-conservateur
- PR = Parti réformiste du Canada